# 이동우 (1954년)
이동우(1954년)은 대한민국의 전 별정직공무원이다. 경주세계문화엑스포 사무총장과 대통령비서실의 기획관리실장을 지냈다.

## 학력
- 1967년 황남초등학교 졸업
- 1970년 경주중학교 졸업
- 1973년 경주고등학교 졸업
- 1981년 고려대학교 경제학 학사
- 1996년 버밍엄 대학교 대학원 지역발전학 석사

## 경력
- 1982년 ~ 1985년 서울 잠실부도심개발 종합관광센터 근무
- 2000년 2월 한국경제 산업부 부장
- 2000년 3월 한국경제 기획부 부장
- 2002년 한국경제 사회부 부장
- 2004년 ~ 2005년 서울시 도시계획위원
- 2005년 4월 한국경제 편집국 부국장
- 2008년 2월 ~ 2008년 6월 한국경제 기획조정실 전략기획국 국장
- 2008년 2월 한국경제 편집국 편집위원
- 2008년 6월 ~ 2009년 9월 대통령비서실 홍보기획관실 홍보1비서관
- 2009년 9월 대통령비서실 메시지기획관 메시지기획비서관
- 2010년 7월 ~ 2012년 11월 대통령비서실 정책기획관
- 2012년 11월 대통령비서실 기획관리실장[1]
- 2013년 이스탄불-경주세계문화엑스포 사무총장[2]
- 2015년 실크로드 경주 사무총장[3]
- 2017년 호찌민-경주세계문화엑스포 사무총장[4]
- 2018년 자유한국당
- 경주개 동경이보존협회 전 이사장
- 황남초등학교 총동창회장[5]

## 참고 자료
- 이동우 공식홈페이지
- 이동우 페이스북
- 이동우 경주비전 페이스북
- 이동우 네이버 인물검색